# Útočná vozba

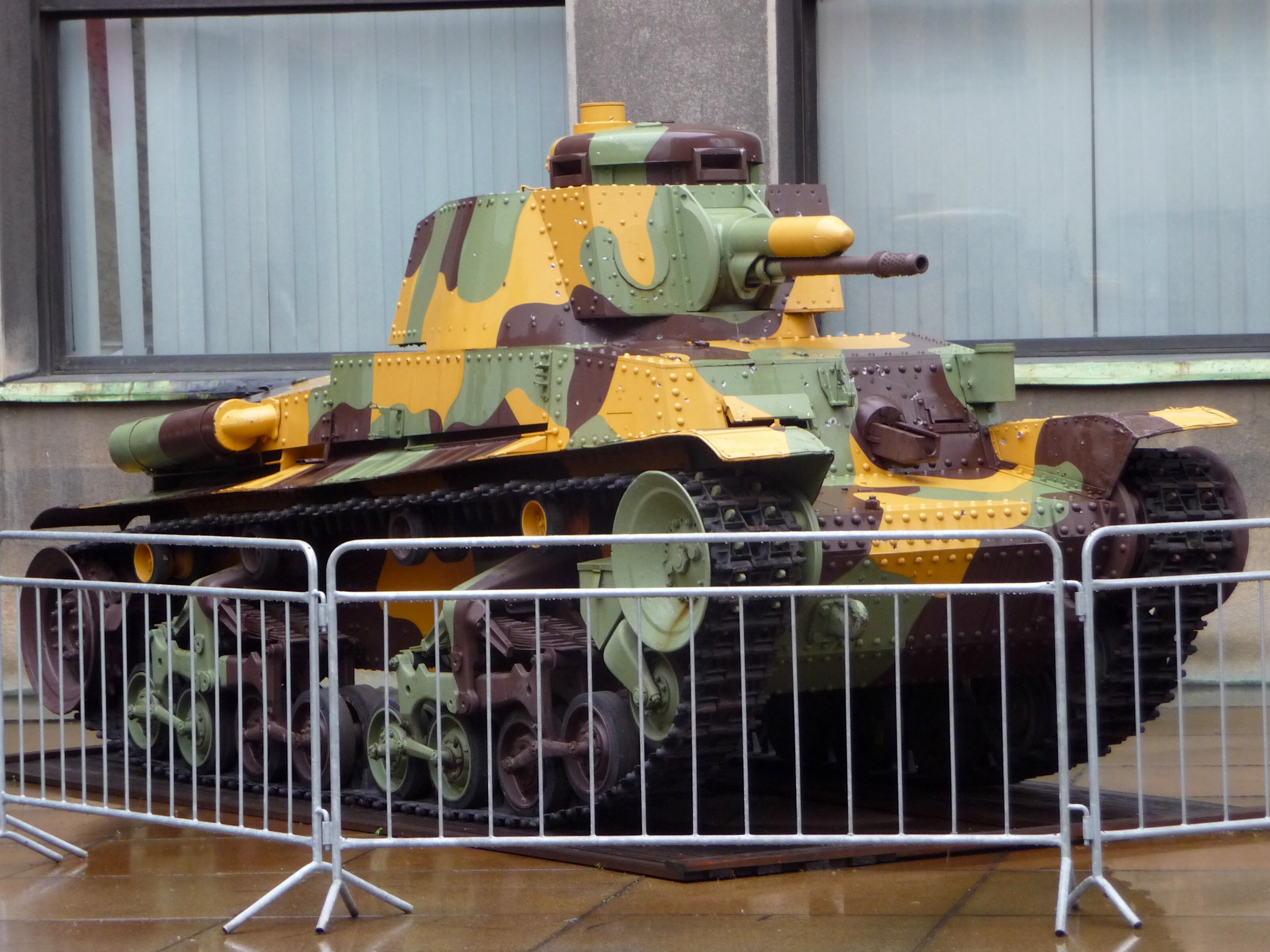
LT vz 35

Útočná vozba je dobové označení bojové techniky (především tanků) československé předválečné armády. V roce 1938 používala čs. armáda především lehké tanky LT-34 a LT-35. Do přijetí mnichovské dohody se nepodařilo z továrny dodat modernější LT-38. V případné válce s Německem by se utkaly s německými tančíky Panzerkampfwagen I (pouze kulometná výzbroj) a Panzerkampfwagen II (kulomet a 20mm kanon). Středních tanků Panzerkampfwagen III a Panzerkampfwagen IV měla tehdy německá armáda velmi málo.